# 11545 Hashimoto
11545 Hashimoto eller 1992 UE4 är en asteroid i huvudbältet som upptäcktes den 26 oktober 1992 av de båda japanska astronomerna Kazuro Watanabe och Kin Endate vid Kitami-observatoriet. Den är uppkallad efter den japanske amatörastronomen Kunihiko Hashimoto.
Asteroiden har en diameter på ungefär 3 kilometer.